# Searsia tripartita
Searsia tripartita là một loài thực vật có hoa trong họ Đào lộn hột. Loài này được (Ucria) Moffett mô tả khoa học đầu tiên năm 2007.